# アデン・アブドラ・ウスマン
アデン・アブドラ・ウスマン（英語: Aden Abdullah Osman Daar, 1908年12月9日- 2007年6月8日）は、ソマリアの政治家。
大統領（初代）を務めた。

## 概要
1960年7月1日、独立を果たしたソマリアの初代大統領に就任した。その後、1967年に行われた大統領選挙でアブディラシッド・アリー・シェルマルケに敗れたため、1967年6月10日に退任した。
しかし、後を継いだシェルマルケ大統領は1969年に暗殺されてしまい、この事件が後のモハメド・シアド・バーレによるクーデターと軍事政権の樹立につながることとなる。バーレ政権が斜陽化しソマリア全土が無政府状態に陥った1990年、ウスマンは他の政治家ら100人と共に、破壊や殺人、内戦による避難民の脱出に対して懸念を表明する宣言書にサインをした。これにより、ウスマンを含む50人以上がバーレ政権によって逮捕された。釈放された後は、ソマリア南部にある自分の牧場で余生を送った。
2007年5月、ウスマンがケニアのナイロビにある病院で亡くなったという誤報が伝わった。これは誤りだと明らかにされたが、この時亡くなってこそいなかったものの、既に生命維持装置につながれている状態であった。それから2週間後の2007年6月8日、ウスマンはナイロビの病院にて99歳で息を引き取った。ソマリア暫定連邦政府は21日間の服喪期間設け、国葬を行うことを発表した。また、モガディシュ国際空港をウスマンの名前にちなみ「アデン・アッデ国際空港」へと改名する投票が行われた。
| 公職          | 公職                                   | 公職                                        |
| ------------- | -------------------------------------- | ------------------------------------------- |
| 先代 （建国） | ソマリア共和国大統領 初代：1960 - 1967 | 次代 アブディラシッド・アリー・シェルマルケ |